# Allopauropus hubbelli
Allopauropus hubbelli är en mångfotingart som beskrevs av Paul Auguste Remy 1956. Allopauropus hubbelli ingår i släktet småfåfotingar, och familjen fåfotingar. Inga underarter finns listade i Catalogue of Life.